# Ö
Az Ö a magyar ábécé 26. betűje. Változata az ő. A német ábécé tizenhatodik betűje. 
A német, magyar, izlandi, finn, észt, török és azeri nyelvekben használják. Kiejtése: [ø] vagy [œ].
A svéd nyelvben, a finn nyelvben, és az izlandi nyelvben az ábécé utolsó betűje.